# John R. Tucker

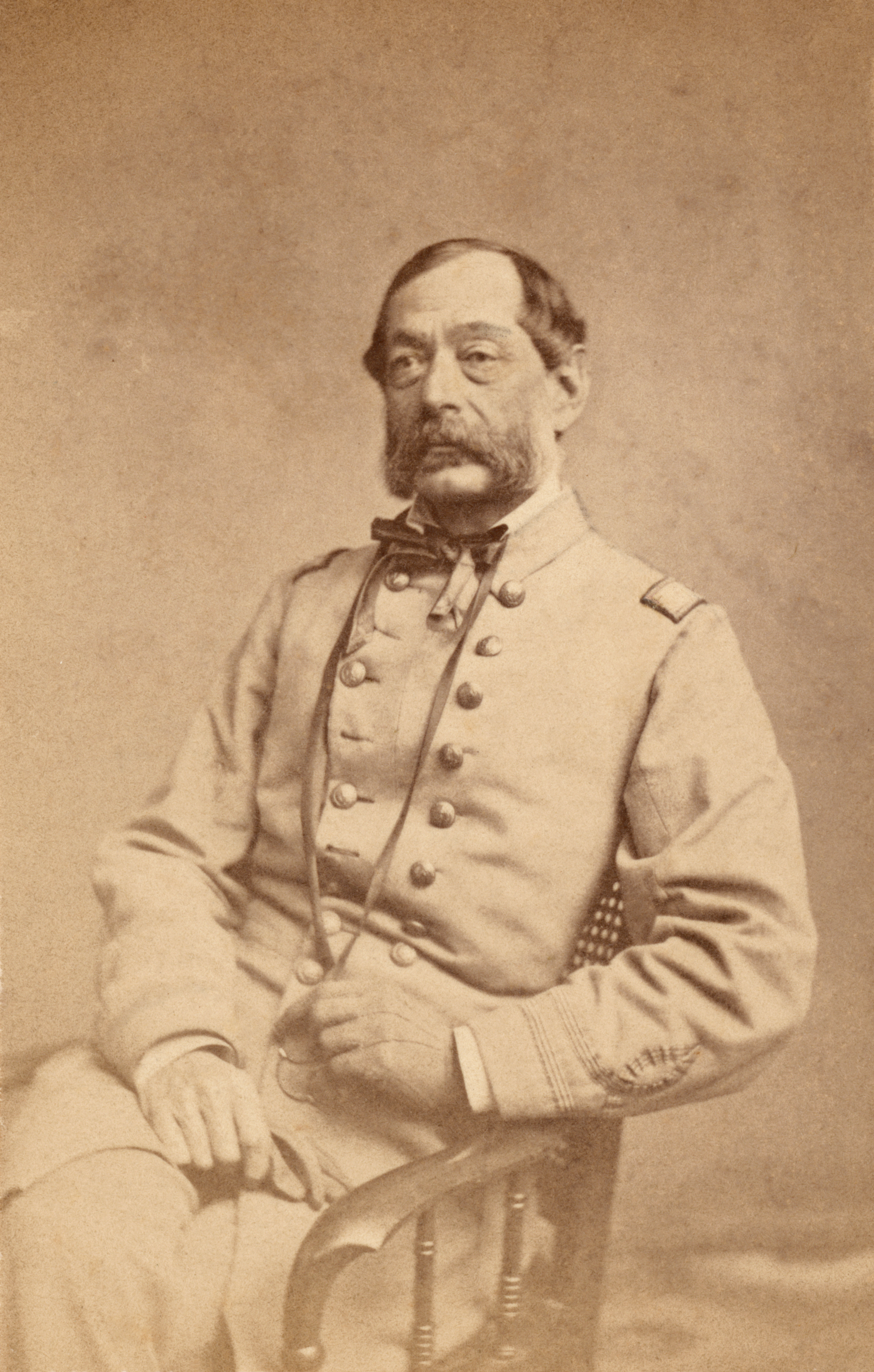
Antigua imagen de John Randolph Tucker.

John Randolph Tucker (31 de enero de 1812 - 12 de junio de 1883), un oficial naval estadounidense que sirvió en las marinas de tres naciones. 

## Biografía
Fue comandante de la Marina de los Estados Unidos , capitán de la Armada de los Estados Confederados y contraalmirante de la Armada peruana . Como presidente de la Comisión Hidrográfica del Amazonas de Perú , contribuyó a la exploración y al mapeo de la cuenca alta del Amazonas.
- Datos: Q6254224
- Multimedia: John Randolph Tucker (naval officer) / Q6254224